# Lehmiselkä
Lehmiselkä är en kulle i Finland. Den ligger i Enontekis i landskapet Lappland, i den norra delen av landet, 900 km norr om huvudstaden Helsingfors. Toppen på Lehmiselkä är 322 meter över havet.
Terrängen runt Lehmiselkä är platt.  Trakten runt Lehmiselkä är nära nog obefolkad, med mindre än två invånare per kvadratkilometer. Närmaste större samhälle är Enontekis, 11,7 km öster om Lehmiselkä. Omgivningarna runt Lehmiselkä är i huvudsak ett öppet busklandskap.